# Fran Perea
Francisco Manuel Perea Bilbao (vagy Fran Perea) (Málaga, 1978. november 20. –) spanyol színész, énekes.

## Élete és pályafutása
Fran a málagai színművészeti főiskolára járt, majd első szerepe az El Comissario című sorozatban volt, de felbukkant a közkedvelt Al salir de clase sorozatban is. 2003-tól a Los Serrano című szituációs komédia egyik szereplője lett, ahol Marcos Serrano szerepét játszotta. Ez a sorozat tette őt és a hangját ismertté. A sorozat főcímdalát is ő énekelte. A főcímdal (1 más 1 son 7 – "Egy meg egy az hét") Spanyolországban hamar listavezető lett. 2003-ban jelentette meg első albumát La chica de la habitación de al lado címmel. 2005-ben adta ki második lemezét, Punto y aparte néven. 2006-ban kiszállt a sorozatból. Utána már csak egy-két alkalommal szerepelt benne.

## Szerepei

### Filmek
- Final feliz para un crimen (2001)
- Forró zápor (2006)
- Los mánagers (2006)
- Las 13 rosas (2007)
- The Three Ages of Crime (Elena Lario, 2007)

### Sorozatok
- Los Serrano (2003–2006, 2007, 2008)
- Hospital Central (?)
- Luna, misterio de Calenda (Telihold) (Nacho – 2012-2013)

## Diszkográfia
- La chica de la habitación de al lado (2003)
- En concierto (koncertfelvétel, 2004)
- Punto y aparte (2005)
- Singles, inéditos & otros puntos (válogatás, 2006)